# Sabin Nsanzimana
 (avril 2024).
 (avril 2024).
Sabin Nsanzimana est un épidémiologiste rwandais qui occupe depuis 2022 le poste de ministre de la Santé dans le gouvernement du Rwanda. Auparavant, il occupait le poste de directeur général du centre biomédical du Rwanda (Rwanda Biomedical Centre, RBC),,,.

## Éducation
Sabin Nsanzimana a suivi sa scolarité au petit séminaire Virgo Fidelis de Karubanda de Butare, avant de poursuivre des études de médecine à l'Université du Rwanda. Il détient également une maîtrise en épidémiologie clinique de la même université. Il a obtenu un doctorat en épidémiologie de l'Université de Bâle, en Suisse. Sa thèse de doctorat portait sur l'optimisation de l'efficacité pour les résultats individuels et communautaires à l'ère de la pré-thérapie et de la thérapie antirétrovirale au Rwanda. Sabin Nsanzimana est un chercheur reconnu au Rwanda, et ses publications sont largement citées. 

## Carrière
Au cours de sa carrière, Sabin Nsanzimana a acquis une vaste expérience dans le domaine de la lutte contre le VIH au Rwanda. Il a assumé des postes importants tels que directeur général du programme national de lutte contre le VIH au centre biomédical du Rwanda, ainsi que directeur général de l'hôpital universitaire de Butare. En novembre 2022, il a été nommé ministre de la Santé, succédant ainsi au Dr Ngamije Daniel (en). En 2025, il fait voter une loi qui autorise l'accès aux moyens de contraception pour les jeunes à partir de 15 ans (contre 18 ans précédemment).

## Vie privée
Depuis juin 2018, Sabin Nsanzimana est marié et père de trois enfants.